# Liste des planètes mineures non numérotées découvertes en février 2018
Pour un article plus général, voir Liste des planètes mineures non numérotées découvertes en 2018.
Pour un article plus général, voir Liste des planètes mineures.
Cet article dresse la liste des planètes mineures (astéroïdes, centaures, objets transneptuniens et assimilés) non numérotées découvertes en février 2018 dans l'ordre de leur découverte.
Au 15 janvier 2025, 661 077 des 1 434 993 planètes mineures répertoriées par le Centre des planètes mineures ne sont pas encore numérotées, soit 46,07 %.

## Rappel concernant la désignation provisoire
La désignation provisoire indique l'ordre de découverte de ces objets. En effet, cette désignation est composée de l'année de découverte (par exemple 2018) suivie de la quinzaine (demi-mois) de découverte (p.e. A = 1-15 janvier) puis de l'ordre de découverte dans cette quinzaine. Cet ordre est indiqué par une lettre et éventuellement un chiffre comme suit : A pour la première découverte, B pour la deuxième, ..., Z pour la 25e (le I n'est pas utilisé pour éviter la confusion avec 1), A1 pour la 26e, B1 pour la 27e, etc. , Z1 pour la 50e, A2 pour la 51e, B2 pour la 52e, etc. L'ordre de la numérotation ne suit donc pas l'ordre alphanumérique. 2018 AA1 suit ainsi 2018 AZ et précède 2018 AB1.

## Liste

### Du1erau 15 février 2018
- 2018 CA
- 2018 CB
- 2018 CC
- 2018 CE
- 2018 CH
- 2018 CJ
- 2018 CK
- 2018 CL
- 2018 CM
- 2018 CN
- 2018 CS
- 2018 CT
- 2018 CV
- 2018 CW
- 2018 CX
- 2018 CY
- 2018 CZ
- 2018 CA1
- 2018 CB1
- 2018 CC1
- 2018 CD1
- 2018 CE1
- 2018 CF1
- 2018 CH1
- 2018 CJ1
- 2018 CK1
- 2018 CL1
- 2018 CM1
- 2018 CN1
- 2018 CO1
- 2018 CQ1
- 2018 CR1
- 2018 CS1
- 2018 CT1
- 2018 CU1
- 2018 CV1
- 2018 CW1
- 2018 CX1
- 2018 CY1
- 2018 CZ1
- 2018 CA2
- 2018 CB2
- 2018 CC2
- 2018 CD2
- 2018 CE2
- 2018 CF2
- 2018 CG2
- 2018 CH2
- 2018 CJ2
- 2018 CK2
- 2018 CL2
- 2018 CM2
- 2018 CN2
- 2018 CO2
- 2018 CP2
- 2018 CQ2
- 2018 CR2
- 2018 CS2
- 2018 CT2
- 2018 CU2
- 2018 CV2
- 2018 CW2
- 2018 CX2
- 2018 CY2
- 2018 CZ2
- 2018 CA3
- 2018 CB3
- 2018 CC3
- 2018 CD3
- 2018 CE3
- 2018 CF3
- 2018 CG3
- 2018 CH3
- 2018 CJ3
- 2018 CK3
- 2018 CL3
- 2018 CN3
- 2018 CO3
- 2018 CP3
- 2018 CQ3
- 2018 CR3
- 2018 CS3
- 2018 CT3
- 2018 CV3
- 2018 CY3
- 2018 CE4
- 2018 CK4
- 2018 CV4
- 2018 CY4
- 2018 CW5
- 2018 CX5
- 2018 CJ6
- 2018 CK6
- 2018 CR6
- 2018 CV6
- 2018 CB7
- 2018 CO7
- 2018 CV7
- 2018 CZ7
- 2018 CC8
- 2018 CF8
- 2018 CX8
- 2018 CA9
- 2018 CG9
- 2018 CJ9
- 2018 CP9
- 2018 CU9
- 2018 CX9
- 2018 CY9
- 2018 CZ9
- 2018 CD10
- 2018 CE10
- 2018 CT10
- 2018 CT11
- 2018 CU11
- 2018 CD12
- 2018 CH12
- 2018 CJ12
- 2018 CR12
- 2018 CT12
- 2018 CV12
- 2018 CW12
- 2018 CZ12
- 2018 CH13
- 2018 CK13
- 2018 CL13
- 2018 CM13
- 2018 CN13
- 2018 CO13
- 2018 CP13
- 2018 CQ13
- 2018 CR13
- 2018 CS13
- 2018 CU13
- 2018 CV13
- 2018 CW13
- 2018 CY13
- 2018 CZ13
- 2018 CA14
- 2018 CB14
- 2018 CD14
- 2018 CE14
- 2018 CF14
- 2018 CG14
- 2018 CH14
- 2018 CJ14
- 2018 CK14
- 2018 CL14
- 2018 CM14
- 2018 CO14
- 2018 CP14
- 2018 CQ14
- 2018 CR14
- 2018 CS14
- 2018 CT14
- 2018 CU14
- 2018 CV14
- 2018 CW14
- 2018 CX14
- 2018 CY14
- 2018 CZ14
- 2018 CA15
- 2018 CB15
- 2018 CC15
- 2018 CM15
- 2018 CY15
- 2018 CZ15
- 2018 CF16
- 2018 CN16
- 2018 CO16
- 2018 CQ16
- 2018 CR16
- 2018 CS16
- 2018 CU16
- 2018 CV16
- 2018 CW16
- 2018 CY16
- 2018 CZ16
- 2018 CA17
- 2018 CB17
- 2018 CC17
- 2018 CD17
- 2018 CG17
- 2018 CH17
- 2018 CJ17
- 2018 CL17
- 2018 CM17
- 2018 CN17
- 2018 CO17
- 2018 CP17
- 2018 CQ17
- 2018 CR17
- 2018 CS17
- 2018 CT17
- 2018 CU17
- 2018 CV17
- 2018 CW17
- 2018 CX17
- 2018 CY17
- 2018 CZ17
- 2018 CA18
- 2018 CB18
- 2018 CC18
- 2018 CD18
- 2018 CK18
- 2018 CM18
- 2018 CU18
- 2018 CV18
- 2018 CZ18
- 2018 CA19
- 2018 CE19
- 2018 CG19
- 2018 CJ19
- 2018 CN19
- 2018 CO19
- 2018 CP19
- 2018 CQ19
- 2018 CR19
- 2018 CS19
- 2018 CT19
- 2018 CU19
- 2018 CV19
- 2018 CW19
- 2018 CX19
- 2018 CY19
- 2018 CA20
- 2018 CC20
- 2018 CF20
- 2018 CJ20
- 2018 CK20
- 2018 CM20
- 2018 CN20
- 2018 CP20
- 2018 CQ20
- 2018 CR20
- 2018 CU20
- 2018 CV20
- 2018 CW20
- 2018 CX20
- 2018 CY20
- 2018 CD21
- 2018 CE21
- 2018 CF21
- 2018 CH21
- 2018 CM21
- 2018 CN21
- 2018 CO21
- 2018 CP21
- 2018 CQ21
- 2018 CR21
- 2018 CS21
- 2018 CT21
- 2018 CU21
- 2018 CV21
- 2018 CX21
- 2018 CY21
- 2018 CA22
- 2018 CB22
- 2018 CE22
- 2018 CH22
- 2018 CJ22
- 2018 CK22
- 2018 CL22
- 2018 CM22
- 2018 CN22
- 2018 CO22
- 2018 CQ22
- 2018 CR22
- 2018 CT22
- 2018 CU22
- 2018 CV22
- 2018 CW22
- 2018 CX22
- 2018 CB23
- 2018 CC23
- 2018 CE23
- 2018 CF23
- 2018 CG23
- 2018 CH23
- 2018 CJ23
- 2018 CK23
- 2018 CL23
- 2018 CN23
- 2018 CO23
- 2018 CP23
- 2018 CQ23
- 2018 CR23
- 2018 CS23
- 2018 CT23
- 2018 CU23
- 2018 CV23
- 2018 CW23
- 2018 CZ23
- 2018 CB24
- 2018 CE24
- 2018 CF24
- 2018 CG24
- 2018 CH24
- 2018 CK24
- 2018 CM24
- 2018 CR24
- 2018 CS24
- 2018 CT24
- 2018 CU24
- 2018 CV24
- 2018 CW24
- 2018 CX24
- 2018 CY24
- 2018 CA25
- 2018 CB25
- 2018 CF25
- 2018 CG25
- 2018 CH25
- 2018 CJ25
- 2018 CK25
- 2018 CL25
- 2018 CM25
- 2018 CN25
- 2018 CO25
- 2018 CQ25
- 2018 CR25
- 2018 CS25
- 2018 CU25
- 2018 CV25
- 2018 CW25
- 2018 CX25
- 2018 CZ25
- 2018 CA26
- 2018 CB26
- 2018 CC26
- 2018 CD26
- 2018 CE26
- 2018 CG26
- 2018 CK26
- 2018 CL26
- 2018 CM26
- 2018 CN26
- 2018 CP26
- 2018 CQ26
- 2018 CR26
- 2018 CX26
- 2018 CY26
- 2018 CZ26
- 2018 CA27
- 2018 CB27
- 2018 CD27
- 2018 CF27
- 2018 CG27
- 2018 CJ27
- 2018 CK27
- 2018 CL27
- 2018 CN27
- 2018 CO27
- 2018 CP27
- 2018 CQ27
- 2018 CR27
- 2018 CS27
- 2018 CT27
- 2018 CU27
- 2018 CV27
- 2018 CW27
- 2018 CX27
- 2018 CY27
- 2018 CZ27
- 2018 CA28
- 2018 CB28
- 2018 CC28
- 2018 CD28
- 2018 CE28
- 2018 CF28
- 2018 CG28
- 2018 CH28
- 2018 CK28
- 2018 CL28
- 2018 CM28
- 2018 CN28
- 2018 CO28
- 2018 CP28
- 2018 CQ28
- 2018 CR28
- 2018 CS28
- 2018 CT28
- 2018 CU28
- 2018 CW28
- 2018 CX28
- 2018 CY28
- 2018 CZ28
- 2018 CA29
- 2018 CB29
- 2018 CC29
- 2018 CD29
- 2018 CE29
- 2018 CF29
- 2018 CG29
- 2018 CH29
- 2018 CJ29
- 2018 CK29
- 2018 CL29
- 2018 CN29
- 2018 CO29
- 2018 CP29
- 2018 CQ29
- 2018 CR29
- 2018 CS29
- 2018 CT29
- 2018 CU29
- 2018 CV29
- 2018 CW29
- 2018 CX29
- 2018 CY29
- 2018 CZ29
- 2018 CA30
- 2018 CB30
- 2018 CD30
- 2018 CE30
- 2018 CF30
- 2018 CG30
- 2018 CH30
- 2018 CJ30
- 2018 CK30
- 2018 CL30
- 2018 CM30
- 2018 CO30
- 2018 CP30
- 2018 CQ30
- 2018 CR30
- 2018 CS30
- 2018 CT30
- 2018 CU30
- 2018 CV30
- 2018 CW30
- 2018 CY30
- 2018 CZ30
- 2018 CA31
- 2018 CC31
- 2018 CD31
- 2018 CF31
- 2018 CG31
- 2018 CH31
- 2018 CJ31
- 2018 CK31
- 2018 CL31
- 2018 CM31
- 2018 CN31
- 2018 CO31
- 2018 CP31
- 2018 CQ31
- 2018 CR31
- 2018 CS31
- 2018 CT31
- 2018 CU31
- 2018 CV31
- 2018 CW31
- 2018 CX31
- 2018 CY31
- 2018 CZ31
- 2018 CA32
- 2018 CB32
- 2018 CD32
- 2018 CE32
- 2018 CF32
- 2018 CG32
- 2018 CH32
- 2018 CJ32
- 2018 CK32
- 2018 CL32
- 2018 CM32
- 2018 CN32
- 2018 CO32
- 2018 CP32
- 2018 CQ32
- 2018 CR32
- 2018 CS32
- 2018 CT32
- 2018 CU32
- 2018 CV32
- 2018 CW32
- 2018 CY32
- 2018 CZ32
- 2018 CA33
- 2018 CB33
- 2018 CC33
- 2018 CD33
- 2018 CE33
- 2018 CF33
- 2018 CG33
- 2018 CH33
- 2018 CJ33
- 2018 CK33
- 2018 CL33
- 2018 CM33
- 2018 CN33
- 2018 CO33
- 2018 CP33
- 2018 CQ33
- 2018 CR33
- 2018 CS33
- 2018 CT33
- 2018 CU33
- 2018 CV33
- 2018 CW33
- 2018 CX33
- 2018 CY33
- 2018 CZ33
- 2018 CA34
- 2018 CC34
- 2018 CE34
- 2018 CF34
- 2018 CG34
- 2018 CH34
- 2018 CJ34
- 2018 CK34
- 2018 CL34
- 2018 CM34
- 2018 CN34
- 2018 CO34
- 2018 CP34
- 2018 CQ34
- 2018 CR34
- 2018 CS34
- 2018 CT34
- 2018 CU34
- 2018 CV34
- 2018 CW34
- 2018 CX34
- 2018 CZ34
- 2018 CA35
- 2018 CB35
- 2018 CC35
- 2018 CD35
- 2018 CE35
- 2018 CF35
- 2018 CG35
- 2018 CH35
- 2018 CJ35
- 2018 CK35
- 2018 CL35
- 2018 CM35
- 2018 CN35
- 2018 CO35
- 2018 CP35
- 2018 CR35
- 2018 CS35
- 2018 CT35
- 2018 CU35
- 2018 CV35
- 2018 CW35
- 2018 CX35
- 2018 CY35
- 2018 CZ35
- 2018 CA36
- 2018 CB36
- 2018 CC36
- 2018 CD36
- 2018 CE36
- 2018 CF36
- 2018 CG36
- 2018 CH36
- 2018 CJ36
- 2018 CK36
- 2018 CL36
- 2018 CM36
- 2018 CN36
- 2018 CO36
- 2018 CP36
- 2018 CQ36
- 2018 CR36
- 2018 CS36
- 2018 CT36
- 2018 CU36
- 2018 CV36
- 2018 CW36
- 2018 CX36
- 2018 CY36
- 2018 CZ36
- 2018 CA37
- 2018 CB37
- 2018 CC37
- 2018 CD37
- 2018 CE37
- 2018 CF37
- 2018 CG37
- 2018 CH37
- 2018 CJ37
- 2018 CK37
- 2018 CL37
- 2018 CM37
- 2018 CN37
- 2018 CO37
- 2018 CP37
- 2018 CQ37
- 2018 CR37
- 2018 CS37
- 2018 CT37
- 2018 CU37
- 2018 CV37
- 2018 CW37
- 2018 CX37
- 2018 CY37
- 2018 CZ37
- 2018 CB38
- 2018 CC38
- 2018 CD38
- 2018 CE38
- 2018 CG38
- 2018 CH38
- 2018 CJ38
- 2018 CL38
- 2018 CM38
- 2018 CN38
- 2018 CP38
- 2018 CQ38
- 2018 CR38
- 2018 CS38
- 2018 CT38
- 2018 CV38
- 2018 CW38
- 2018 CX38
- 2018 CY38
- 2018 CZ38
- 2018 CB39
- 2018 CD39
- 2018 CE39
- 2018 CF39
- 2018 CG39
- 2018 CH39
- 2018 CJ39
- 2018 CK39
- 2018 CL39
- 2018 CM39
- 2018 CO39
- 2018 CP39
- 2018 CQ39
- 2018 CR39
- 2018 CS39
- 2018 CT39
- 2018 CU39
- 2018 CV39
- 2018 CW39
- 2018 CZ39
- 2018 CC40
- 2018 CD40
- 2018 CE40
- 2018 CF40
- 2018 CG40
- 2018 CH40
- 2018 CJ40
- 2018 CK40
- 2018 CL40
- 2018 CM40
- 2018 CN40
- 2018 CO40
- 2018 CP40
- 2018 CQ40
- 2018 CR40
- 2018 CS40
- 2018 CT40
- 2018 CU40
- 2018 CV40
- 2018 CW40
- 2018 CX40
- 2018 CY40
- 2018 CZ40
- 2018 CA41
- 2018 CB41
- 2018 CC41
- 2018 CD41
- 2018 CF41
- 2018 CG41
- 2018 CH41
- 2018 CJ41
- 2018 CK41
- 2018 CL41
- 2018 CM41
- 2018 CO41
- 2018 CP41
- 2018 CQ41
- 2018 CR41
- 2018 CS41
- 2018 CT41
- 2018 CU41
- 2018 CV41
- 2018 CW41
- 2018 CX41
- 2018 CY41
- 2018 CZ41
- 2018 CA42
- 2018 CC42
- 2018 CD42
- 2018 CE42
- 2018 CF42

### Du 16 au 28 février 2018
- 2018 DA
- 2018 DB
- 2018 DC
- 2018 DE
- 2018 DF
- 2018 DG
- 2018 DH
- 2018 DJ
- 2018 DL
- 2018 DM
- 2018 DN
- 2018 DO
- 2018 DP
- 2018 DQ
- 2018 DR
- 2018 DS
- 2018 DT
- 2018 DU
- 2018 DY
- 2018 DZ
- 2018 DB1
- 2018 DC1
- 2018 DD1
- 2018 DE1
- 2018 DF1
- 2018 DG1
- 2018 DJ1
- 2018 DK1
- 2018 DL1
- 2018 DM1
- 2018 DN1
- 2018 DO1
- 2018 DP1
- 2018 DQ1
- 2018 DR1
- 2018 DS1
- 2018 DT1
- 2018 DU1
- 2018 DV1
- 2018 DW1
- 2018 DX1
- 2018 DY1
- 2018 DZ1
- 2018 DA2
- 2018 DB2
- 2018 DC2
- 2018 DD2
- 2018 DE2
- 2018 DF2
- 2018 DQ2
- 2018 DV2
- 2018 DW2
- 2018 DZ2
- 2018 DA3
- 2018 DK3
- 2018 DL3
- 2018 DM3
- 2018 DN3
- 2018 DO3
- 2018 DP3
- 2018 DQ3
- 2018 DS3
- 2018 DT3
- 2018 DU3
- 2018 DV3
- 2018 DW3
- 2018 DX3
- 2018 DY3
- 2018 DZ3
- 2018 DA4
- 2018 DB4
- 2018 DC4
- 2018 DD4
- 2018 DE4
- 2018 DF4
- 2018 DJ4
- 2018 DK4
- 2018 DL4
- 2018 DN4
- 2018 DR4
- 2018 DS4
- 2018 DT4
- 2018 DU4
- 2018 DV4
- 2018 DW4
- 2018 DX4
- 2018 DY4
- 2018 DZ4
- 2018 DA5
- 2018 DB5
- 2018 DC5
- 2018 DD5
- 2018 DE5
- 2018 DF5
- 2018 DG5
- 2018 DH5
- 2018 DJ5
- 2018 DK5
- 2018 DL5
- 2018 DM5
- 2018 DN5
- 2018 DO5
- 2018 DP5
- 2018 DR5
- 2018 DS5
- 2018 DT5
- 2018 DU5
- 2018 DV5
- 2018 DW5
- 2018 DX5
- 2018 DZ5
- 2018 DB6
- 2018 DC6
- 2018 DD6
- 2018 DE6
- 2018 DF6
- 2018 DG6
- 2018 DH6
- 2018 DJ6
- 2018 DK6
- 2018 DL6
- 2018 DM6
- 2018 DN6
- 2018 DO6
- 2018 DP6
- 2018 DT6
- 2018 DU6
- 2018 DV6
- 2018 DZ6
- 2018 DE7
- 2018 DF7
- 2018 DG7
- 2018 DJ7
- 2018 DM7
- 2018 DN7
- 2018 DQ7
- 2018 DS7
- 2018 DT7
- 2018 DV7
- 2018 DW7
- 2018 DX7
- 2018 DB8
- 2018 DC8
- 2018 DD8
- 2018 DE8
- 2018 DF8
- 2018 DG8
- 2018 DH8
- 2018 DJ8
- 2018 DK8
- 2018 DL8
- 2018 DM8
- 2018 DN8
- 2018 DP8
- 2018 DQ8
- 2018 DR8
- 2018 DU8
- 2018 DV8
- 2018 DW8
- 2018 DY8
- 2018 DA9
- 2018 DB9
- 2018 DC9
- 2018 DD9
- 2018 DE9
- 2018 DG9
- 2018 DJ9
- 2018 DP9
- 2018 DQ9
- 2018 DR9
- 2018 DT9
- 2018 DU9
- 2018 DV9
- 2018 DW9
- 2018 DY9
- 2018 DZ9
- 2018 DA10
- 2018 DG10
- 2018 DH10
- 2018 DJ10
- 2018 DK10
- 2018 DM10
- 2018 DO10
- 2018 DP10
- 2018 DQ10
- 2018 DR10
- 2018 DS10
- 2018 DT10
- 2018 DV10
- 2018 DW10
- 2018 DX10
- 2018 DZ10
- 2018 DA11
- 2018 DB11
- 2018 DC11
- 2018 DD11
- 2018 DE11
- 2018 DF11
- 2018 DG11
- 2018 DM11
- 2018 DO11
- 2018 DP11
- 2018 DQ11
- 2018 DR11
- 2018 DS11
- 2018 DT11
- 2018 DW11
- 2018 DY11
- 2018 DZ11
- 2018 DA12
- 2018 DB12
- 2018 DC12
- 2018 DD12
- 2018 DF12
- 2018 DG12
- 2018 DH12
- 2018 DJ12
- 2018 DK12
- 2018 DL12
- 2018 DN12
- 2018 DO12
- 2018 DP12
- 2018 DQ12
- 2018 DR12
- 2018 DS12
- 2018 DT12
- 2018 DU12
- 2018 DV12
- 2018 DW12
- 2018 DX12
- 2018 DY12
- 2018 DZ12
- 2018 DA13
- 2018 DB13
- 2018 DD13
- 2018 DE13
- 2018 DG13
- 2018 DH13
- 2018 DJ13
- 2018 DK13
- 2018 DL13
- 2018 DM13
- 2018 DN13
- 2018 DO13
- 2018 DP13
- 2018 DS13
- 2018 DT13
- 2018 DU13
- 2018 DV13
- 2018 DW13
- 2018 DX13
- 2018 DY13
- 2018 DZ13
- 2018 DA14
- 2018 DB14
- 2018 DC14
- 2018 DD14
- 2018 DE14
- 2018 DF14
- 2018 DG14
- 2018 DH14
- 2018 DJ14
- 2018 DK14
- 2018 DL14
- 2018 DM14
- 2018 DN14
- 2018 DO14
- 2018 DP14
- 2018 DQ14
- 2018 DR14
- 2018 DS14
- 2018 DT14
- 2018 DU14
- 2018 DV14
- 2018 DW14
- 2018 DX14
- 2018 DY14
- 2018 DZ14
- 2018 DA15
- 2018 DB15
- 2018 DC15
- 2018 DD15
- 2018 DE15
- 2018 DG15
- 2018 DH15
- 2018 DJ15
- 2018 DK15
- 2018 DL15
- 2018 DN15
- 2018 DO15
- 2018 DP15
- 2018 DQ15
- 2018 DR15
- 2018 DS15
- 2018 DT15
- 2018 DU15
- 2018 DV15
- 2018 DW15
- 2018 DX15
- 2018 DY15
- 2018 DZ15
- 2018 DA16
- 2018 DB16
- 2018 DC16
- 2018 DD16
- 2018 DE16
- 2018 DF16
- 2018 DG16
- 2018 DH16
- 2018 DJ16
- 2018 DK16
- 2018 DL16
- 2018 DM16
- 2018 DN16
- 2018 DO16
- 2018 DP16
- 2018 DQ16
- 2018 DR16
- 2018 DS16
- 2018 DT16
- 2018 DU16
- 2018 DW16
- 2018 DX16
- 2018 DZ16
- 2018 DA17
- 2018 DB17
- 2018 DC17
- 2018 DD17
- 2018 DE17
- 2018 DF17
- 2018 DG17
- 2018 DH17
- 2018 DJ17
- 2018 DK17
- 2018 DL17
- 2018 DM17
- 2018 DN17
- 2018 DO17
- 2018 DP17
- 2018 DQ17
- 2018 DR17
- 2018 DS17
- 2018 DT17
- 2018 DU17
- 2018 DV17
- 2018 DW17